# Dennys Hurtado
Dennys Fabián Hurtado Mancilla (n. Guayaquil, Guayas, Ecuador; 22 de julio de 1994) es un futbolista ecuatoriano. Juega de delantero y su equipo actual equipo es el Club Atlético Wahlex de la Segunda Categoría de Ecuador.

## Trayectoria
Dennys Hurtado realizó las divisiones inferiores en el Club Sport Emelec, club en el que el 2011 fue tomado en cuenta para el plantel de primera. Sus primeros partidos formales con el equipo profesional fueron en enero del 2011, los amistosos Noche Cruzada en Chile, y la Explosión Azul como locales. Debutó en la Serie A de Ecuador en la victoria de Emelec 2-1 de visita ante el Manta FC el 30 de enero de 2011, ese año jugó nueve partidos con Emelec. El 2012 es prestado al CD Olmedo. El 2013 regresa a Emelec, donde juega un partido en primera y forma parte del plantel campeón de Ecuador. El 2014 es prestado al  River Plate de Ecuador de la Serie B.

## Selección nacional

### Categorías inferiores
Ha sido parte de las inferiores de la Selección de Ecuador. En el Campeonato Sudamericano Sub-15 de 2009 en el debut de Ecuador anotó el gol de la victoria 1-0 sobre la Selección de Argentina. Con las selección Sub-16 y Sub-17 fue dos veces campeón del torneo amistoso Copa Costa Azul, en el 2009 y 2010.
El 2011 fue convocado para disputar el Campeonato Sudamericano Sub-17 de 2011, y posteriormente la Copa Mundial de Fútbol Sub-17 de 2011, donde clasificaron hasta los octavos de final.

#### Participaciones en Sudamericanos
| Campeonato                  | Sede    | Resultado    | Partidos | Goles |
| --------------------------- | ------- | ------------ | -------- | ----- |
| Sudamericano Sub-17 de 2011 | Ecuador | Cuarto lugar | 7        | 0     |

#### Participaciones en Copas del Mundo
| Campeonato                  | Sede   | Resultado        | Partidos | Goles |
| --------------------------- | ------ | ---------------- | -------- | ----- |
| Copa Mundial Sub-17 de 2011 | México | Octavos de final | 2        | 0     |

## Clubes
| Club                               | País    | Año         |
| ---------------------------------- | ------- | ----------- |
| CS Emelec                          | Ecuador | 2011        |
| CD Olmedo                          | Ecuador | 2012        |
| CS Emelec                          | Ecuador | 2012-2014   |
| River Plate                        | Ecuador | 2014        |
| Orense                             | Ecuador | 2014 - 2015 |
| Guayaquil Sport                    | Ecuador | 2016 - 2017 |
| 9 de Octubre                       | Ecuador | 2018        |
| Atlético Porteño                   | Ecuador | 2018        |
| Club Deportivo y Social Santa Rita | Ecuador | 2020        |
| CSD Río Babaoyo                    | Ecuador | 2022 - 2024 |
| Club Atlético Wahlex               | Ecuador | 2024 -      |

## Palmarés

### Campeonatos nacionales
| Título             | Club   | País    | Año  |
| ------------------ | ------ | ------- | ---- |
| Serie A de Ecuador | Emelec | Ecuador | 2013 |